# ناحیه فنوآریوو-آتسینانانا
ناحیه فنوآریوو-آتسینانانا (به لاتین: Fenoarivo-Atsinanana) یک منطقهٔ مسکونی در ماداگاسکار است که در آنالانجیروفو واقع شده‌است.